# 八幡宇佐宮御託宣集
『八幡宇佐宮御託宣集』（はちまんうさぐうごたくせんしゅう、宇佐八幡宮託宣集）は、宇佐神宮の縁起書。鎌倉時代の正和2年（1313年）に神吽が撰した。16巻。

## 八幡縁起
鎌倉時代の『八幡宇佐宮御託宣集』には、多くの史料による記述が取り入られ、一層合理化されているが、その外「一云」も多く記されていて、八幡宇佐宮御託宣集には、大神比義命によって始まった八幡神発現伝承も十二ヵ所に見え、鎌倉時代迄には多くの伝承が語り継がれてきた事が分かる。要するに八幡縁起には、815年(弘仁6年)『大神清麻呂解状』=『弘仁官符』、844年(承和11年)奥書のある『宇佐八幡宮彌勒寺建立縁起』=『承和縁起』、『扶桑略記』、『東大寺要録』、『石清水文書』の『宮寺縁事抄』等を統合し合理化し神吽の『八幡宇佐宮御託宣集』で大成された。

## 現存（写本）
- 東京大学史料編纂所
- 宇佐神宮
- 筥崎宮
- 柞原八幡宮

他